# Матиас Тисера
Матиас Тисера (на испански: Matías Tissera) е аржентински футболист, централен нападател на Уракан.

## Кариера
Започва кариерата си в „Нюелс Олд Бойс“, като след това играе под наем в редица аржентински отбори. През 2022 г. подписва с българския „Лудогорец“.

## Успехи

### Лудогорец
- Първа професионална футболна лига: 2021/22, 2022/23